# NGC 6825
NGC 6825 (другие обозначения — PGC 63535, ZWG 324.1, 7ZW 906) — галактика в созвездии Дракон.
Этот объект входит в число перечисленных в оригинальной редакции «Нового общего каталога».